# Johann Kuene van Franckenberg
Johann Kuene van Franckenberg (* vor 1466; † nach 1491) war neunter und letzter bekannter Dombaumeister am Kölner Dom im Mittelalter. Sein Vorgänger war sein Vater Konrad Kuene van der Hallen. Er wurde 1466 in die Steinmetzbruderschaft aufgenommen und tauchte 1487 in einer Aachener Baurechnung auf. Zuletzt wird er 1491 genannt.